# Ширьяна
Ширьяна (Bahwana, Chiriana, Shiriana, Xiriâna) — мёртвый неклассифицированный верхнеамазонский аравакский язык, на котором говорил народ ширьяна, проживающий у притоков рек Демени и Негро, около границы с Венесуэлой, в штате Амазонас в Бразилии.

## Небольшой словарь
Русский / Английский / Французский / Испанский... Ширьяна
- Солнце / Sun / Soleil / Sol... Áyer
- Вода / Water / Eau / Agua... Úni
- Огонь / Fire / Feu / Fuego... Pái
- Дом /House / Maison / Casa... Páinti
- Голова / Head / Tete / Cabeza... Nukiwída
- Рука / Hand / Main / Mano... Nunái
- Кукуруза / Corn / Mais / Maiz... Makanáu[1].